# Innocent Emeghara
Innocent Emeghara est un footballeur international suisse né le 27 mai 1989 à Lagos au Nigeria. Il évolue au poste d'attaquant.

## Biographie

### Jeunesse
Innocent Emeghara, grandit dans le petit village de Obibi, avant de quitter le Nigeria natal. Il arrive en Suisse à l'âge de 14 ans soit deux ans après sa maman. « La découverte d'une langue étrangère et les températures froides m'ont surpris. J'ai mis longtemps à m'y faire. Il a fallu que ma mère m'inscrive au foot pour que j’y parvienne. ».

### En club

#### Débuts professionnels en Suisse
Innocent Emeghara a évolué au club du Grasshopper-Club Zurich du 6 juillet 2010 au 31 août 2011. Il y a joué 33 matches pour 9 buts en première division. Auparavant il a joué dans les équipes de jeunes du FC Zurich, avant de partir en 2009 pour le FC Winterthur, en Challenge League ou il crève l'écran. 
Emeghara marque un triplé lors de la sixième journée de championnat se déroulant face au Servette FC lors de la saison 2011-2012 et permet ainsi à son club de l'emporter 3-4. Le jeune joueur compte ainsi 5 réalisations après seulement six journées de Super League et est en tête du classement des buteurs de Super League.

#### Transfert vers la France
Il est ensuite transféré le 31 août 2011 au FC Lorient. Emeghara fait ses débuts en Ligue 1 face au FC Sochaux le 10 septembre 2011 en débutant après la mi-temps comme remplaçant de Mathias Autret. Le jeune joueur se montre décisif et marque à la 88e son premier but à la suite d'une passe de Joel Campbell, dont c'est aussi le premier match. Il permet ainsi à son équipe de prendre un point (score final 1-1). En décembre 2011 lors du match disputé face à Marseille, le jeune joueur rentre en cours de match à la place de Joel Campbell et marque un but remarquable en éliminant d'un petit pont Nicolas N'Koulou, puis d'un crochet Steve Mandanda avant de marquer dans le but vide. 
À la suite de sa participation aux Jeux olympiques d'été de 2012 avec l'équipe suisse olympique sans l'accord de Christian Gourcuff, Emeghara perd la confiance de l'entraîneur français et n'apparaît qu'à une seule reprise en Ligue 1 lors de la saison 2012-2013.

#### Transfert vers l'Italie
En janvier 2013, Emeghara est prêté avec option d'achat au club italien de l'AC Sienne Le joueur suisse est titularisé en Série A lors de sa deuxième apparition dans le Championnat italien face à l'Inter et marque son premier but avec l'AC Sienne (score final: 3-1). Il se montre à nouveau décisif face à Bologne (score final: 1-1) et inscrit un doublé la journée suivante face à la Lazio (3-0). Le joueur originaire de Lagos a ainsi marqué 4 buts en 4 matchs et espère permettre au club italien de se maintenir en Série A.

#### Transfert vers l'Azerbaïdjan
Libre de tout contrat, le joueur s'engage le 6 octobre 2014 pour le club azerbaïdjanais du FK Qarabağ Ağdam.

#### Transfert vers les États-Unis
Le 31 janvier 2015, Emeghara signe un contrat de joueur désigné avec les Earthquakes de San José. Il marque son premier but en Major League Soccer en déplacement au Seattle Sounders lors de la 2e journée de championnat (victoire 2-3). Alors qu'il s'est installé dans le onze-type, participant à 7 des 8 premières rencontres de championnat, il se blesse gravement au ménisque le 2 mai 2015 face au Real Salt Lake.

### En équipe nationale

#### Avec les espoirs suisses
Depuis octobre 2010, il possède aussi la nationalité suisse et est convoqué dans les équipes espoirs du pays. Il expliquera néanmoins : « Les M20 du Nigeria m’avaient appelé en 2009, mais ce n’était pas ce dont je rêvais. Pour moi, il était logique de représenter la Suisse. Ce pays m’a tout donné en matière de formation. C’est grâce à lui que j’ai gravi les échelons. »
Emeghara participe à l'Euro M21 avec la sélection des espoirs suisses au Danemark. Pion essentiel au côté de Fabian Frei et de Xherdan Shaqiri, il brille lors des quatre matchs disputés : il marque une fois, délivre une passe décisive et provoque un penalty que son coéquipier Admir Mehmedi transformera. Lors du match face à l'Islande, il reçoit le trophée de l'homme du match. Le joueur et ses coéquipiers réussissent à se qualifier pour la finale de l'Euro M21 face à la sélection espoirs espagnole et décrochent une place pour les Jeux olympiques de Londres. 

#### Avec l'équipe de Suisse olympique
Lors du premier match de l'équipe de Suisse olympique se déroulant face au Gabon, Emeghara obtient un penalty que son compatriote Admir Mehmedi transforme. Le match se termine sur le score nul de 1-1. Emeghara est à nouveau titulaire pour le deuxième match face à la Corée du Sud et inscrit son premier but de la compétition à la suite d'un centre de Ricardo Rodríguez. Malgré le but d'Emeghara, la Suisse s'incline 2-1.

#### Avec l'équipe nationale A
Innocent Emeghara est convoqué par le sélectionneur national Ottmar Hitzfeld pour le match de qualification à l'Euro 2012 face à l'Angleterre le 4 juin 2011 avec deux autres néophytes Admir Mehmedi et Granit Xhaka.

## Statistiques
| Saison                | Club                    | Championnat           | Championnat | Championnat | Coupe(s) nationale(s) | Coupe(s) nationale(s) | Compétition(s) continentale(s) | Compétition(s) continentale(s) | Compétition(s) continentale(s) | Suisse | Suisse | Total | Total |
| Saison                | Club                    | Division              | M.          | B.          | M.                    | B.                    | Comp.                          | M.                             | B.                             | M.     | B.     | M.    | B.    |
| 2006-2007             | FC Zurich M21           | 1re ligue             | 7           | 2           | -                     | -                     | -                              | -                              | -                              | -      | -      | 7     | 2     |
| 2007-2008             | FC Zurich M21           | 1re ligue             | 15          | 5           | -                     | -                     | -                              | -                              | -                              | -      | -      | 15    | 5     |
| 2008-2009             | FC Zurich M21           | 1re ligue             | 26          | 9           | -                     | -                     | -                              | -                              | -                              | -      | -      | 26    | 9     |
| Sous-total            | Sous-total              | Sous-total            | 48          | 16          | -                     | -                     | -                              | -                              | -                              | -      | -      | 48    | 16    |
| 2009-2010             | FC Winterthour          | Challenge League      | 28          | 16          | 3                     | 5                     | -                              | -                              | -                              | -      | -      | 31    | 21    |
| Sous-total            | Sous-total              | Sous-total            | 28          | 16          | 3                     | 5                     | -                              | -                              | -                              | -      | -      | 31    | 21    |
| 2010-2011             | Grasshopper             | Super League          | 33          | 9           | 4                     | 1                     | C3                             | 2                              | 0                              | 1      | 0      | 40    | 10    |
| 2011-2012             | Grasshopper             | Super League          | 7           | 5           | -                     | -                     | -                              | -                              | -                              | 1      | 0      | 8     | 5     |
| Sous-total            | Sous-total              | Sous-total            | 40          | 14          | 4                     | 1                     | -                              | 2                              | 0                              | 2      | 0      | 48    | 15    |
| 2011-2012             | FC Lorient              | Ligue 1               | 27          | 5           | 4                     | 2                     | -                              | -                              | -                              | 5      | 0      | 36    | 7     |
| 2012-2013             | FC Lorient              | Ligue 1               | 1           | 0           | -                     | -                     | -                              | -                              | -                              | 1      | 0      | 2     | 0     |
| Sous-total            | Sous-total              | Sous-total            | 28          | 5           | 4                     | 2                     | -                              | -                              | -                              | 6      | 0      | 38    | 7     |
| 2012-2013             | AC Sienne               | Serie A               | 17          | 7           | -                     | -                     | -                              | -                              | -                              | 1      | 0      | 18    | 7     |
| 2013-2014             | AS Livourne (prêt)      | Serie A               | 30          | 4           | -                     | -                     | -                              | -                              | -                              | -      | -      | 30    | 4     |
| Sous-total            | Sous-total              | Sous-total            | 47          | 11          | -                     | -                     | -                              | -                              | -                              | 1      | 0      | 48    | 11    |
| 2014-2015             | FK Qarabağ Ağdam        | Premyer Liqası        | 7           | 4           | 1                     | 1                     | -                              | -                              | -                              | -      | -      | 8     | 5     |
| Sous-total            | Sous-total              | Sous-total            | 7           | 4           | 1                     | 1                     | -                              | -                              | -                              | -      | -      | 8     | 5     |
| 2015                  | Earthquakes de San José | MLS                   | 7           | 1           | -                     | -                     | -                              | -                              | -                              | -      | -      | 7     | 1     |
| 2016                  | Earthquakes de San José | MLS                   | 6           | 0           | 1                     | 0                     | -                              | -                              | -                              | -      | -      | 7     | 0     |
| Sous-total            | Sous-total              | Sous-total            | 13          | 1           | 1                     | 0                     | -                              | -                              | -                              | -      | -      | 14    | 1     |
| 2017-2018             | Ermís Aradíppou         | First Division        | 28          | 9           | -                     | -                     | -                              | -                              | -                              | -      | -      | 28    | 9     |
| Sous-total            | Sous-total              | Sous-total            | 28          | 9           | -                     | -                     | -                              | -                              | -                              | -      | -      | 28    | 9     |
| 2018-2019             | FK Qarabağ Ağdam        | Premyer Liqası        | 11          | 5           | -                     | -                     | C1 C3                          | 3 4                            | 0                              | -      | -      | 18    | 5     |
| Sous-total            | Sous-total              | Sous-total            | 11          | 5           | -                     | -                     | -                              | 7                              | 0                              | -      | -      | 18    | 5     |
| 2019-2020             | Fatih Karagümrük        | 1. Lig                | 14          | 5           | 1                     | 0                     | -                              | -                              | -                              | -      | -      | 15    | 5     |
| Sous-total            | Sous-total              | Sous-total            | 14          | 5           | 1                     | 0                     | -                              | -                              | -                              | -      | -      | 15    | 5     |
| Total sur la carrière | Total sur la carrière   | Total sur la carrière | 264         | 86          | 14                    | 9                     | -                              | 2                              | 0                              | 9      | 0      | 289   | 95    |

## Palmarès

### En sélection nationale
- Suisse Espoirs
  - Championnat d'Europe espoirs
    - Finaliste : 2011

### En club
- Qarabağ Ağdam
  - Championnat d'Azerbaïdjan
    - 2015